# 알레산드로 비앙키
알레산드로 비앙키(이탈리아어: Alessandro Bianchi, 1966년 4월 7일 ~ )는 이탈리아의 전 축구 선수이다. 비앙키는 선수 생활의 대부분을 AC 체세나와 FC 인테르나치오날레 밀라노에서 뛰었다.